# موراي روبسون
موراي روبسون (بالإنجليزية: Murray Robson)‏ هو كاتب عدل ‏ أسترالي، ولد في 7 مارس 1906 في Ashfield, New South Wales ‏ في أستراليا، وتوفي في 26 أغسطس 1974 في Rose Bay, New South Wales ‏ في أستراليا.